# Helios-Airways-Flug 522
Helios-Airways-Flug 522 (HCY 522) war ein Linienflug der zypriotischen Helios Airways von Larnaka über Athen nach Prag. Am 14. August 2005 zerschellte die eingesetzte Boeing 737-300 an einem Hügel nahe dem Dorf Grammatiko, Gemeinde Marathon in Griechenland, etwa 33 Kilometer vom Athener Flughafen entfernt. Alle 121 Insassen kamen ums Leben.

## Ablauf

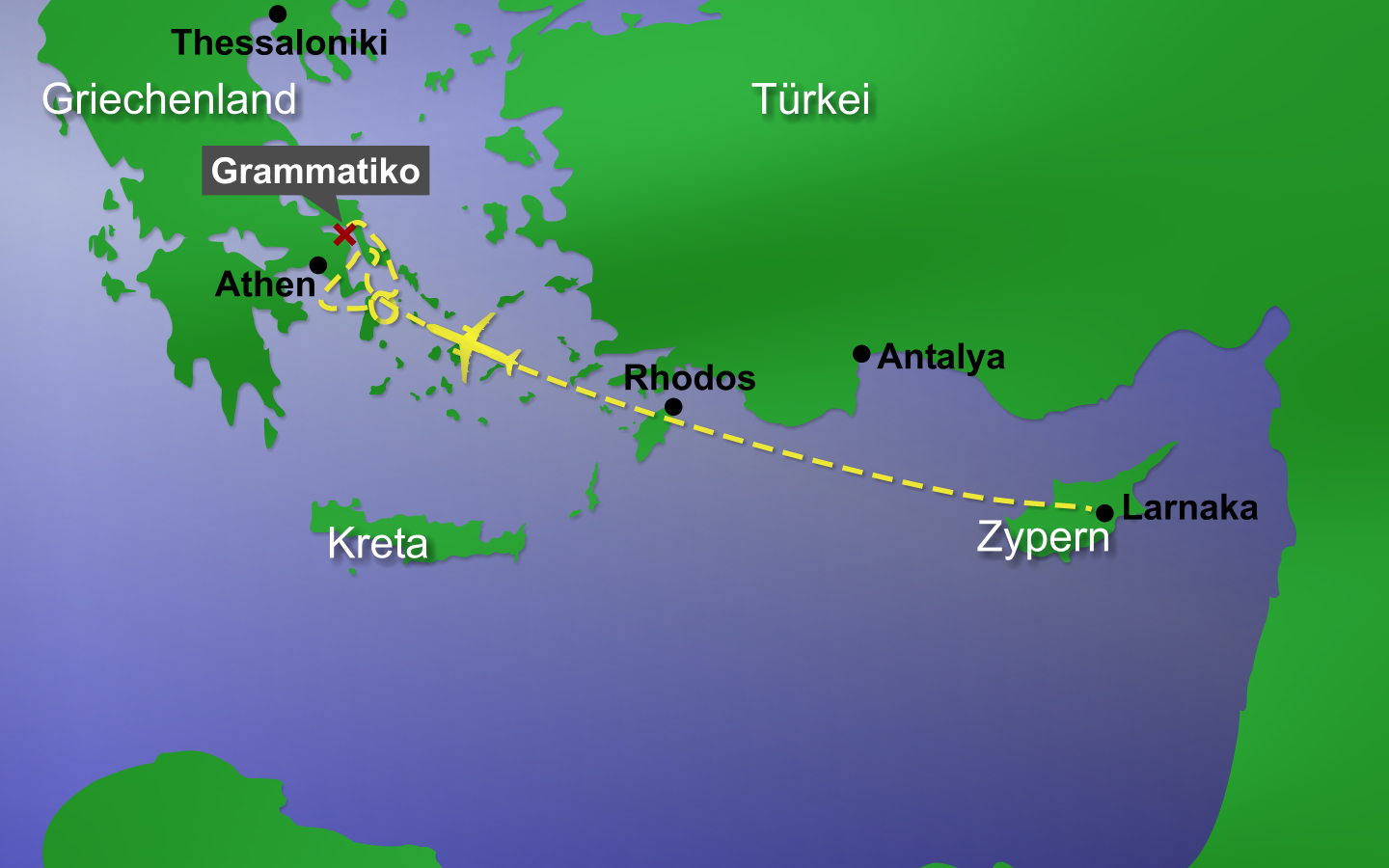
Flugroute des Helios-Airways-Fluges 522

Das Flugzeug startete um 09:07 Uhr Ortszeit in Larnaka und war über Athen auf dem Weg nach Prag. Beim Erreichen einer Flughöhe von 16.000 ft (4.877 m) meldete der Kapitän der Betriebszentrale der Helios, eine Take-off-Configuration-Warnung erhalten zu haben und ein Problem mit der Kühlung der Bordelektronik. Auf einer Flughöhe von 18.200 ft (5.547 m) wurden die Sauerstoffmasken in der Passagierkabine ausgelöst, währenddessen stand der Kapitän weiter im Kontakt mit der Betriebszentrale. Beim Erreichen einer Flughöhe von 28.900 ft (8.809 m) brach die Funkverbindung ab.
Um 10:40 Uhr Ortszeit erreichte das Flugzeug in Flugfläche 340 das Drehfunkfeuer „Kea“ für den Anflug auf den Athener Flughafen und begann über ihm Warteschleifen zu fliegen. Zwei alarmierte F-16 der griechischen Luftstreitkräfte aus Nea Anchialos fingen das Flugzeug nach sechs Warteschleifen um 11:24 Uhr ab. Einer der Piloten berichtete, dass der Platz des Kapitäns unbesetzt sei, und sich auf dem Platz des Kopiloten eine Person befinde, die über dem Steuerhorn liege. Außerdem hingen die Sauerstoffmasken in der Flugzeugkabine von der Decke.
Um 11:49 Uhr betrat ein Flugbegleiter ohne Sauerstoffmaske das Cockpit und nahm den Platz des Kapitäns ein. Er winkte dem F-16-Piloten kurz zu und übernahm dann die Kontrolle des Flugzeuges. Kurz darauf fiel das linke Triebwerk infolge von Treibstoffmangel aus und das Flugzeug begann zu sinken. Um 11:54 zeichnete der Flugschreiber zwei Mayday-Funksprüche auf. Bei Erreichen einer Flughöhe von 7.100 ft (2.164 m) um 12:00 Uhr Ortszeit fiel auch das rechte Triebwerk aus. Die Maschine sank nun schneller und stürzte um 12:03 in hügeliges Gelände etwa 33 km nordwestlich des Athener Flughafens ab.

## Flugzeugdaten

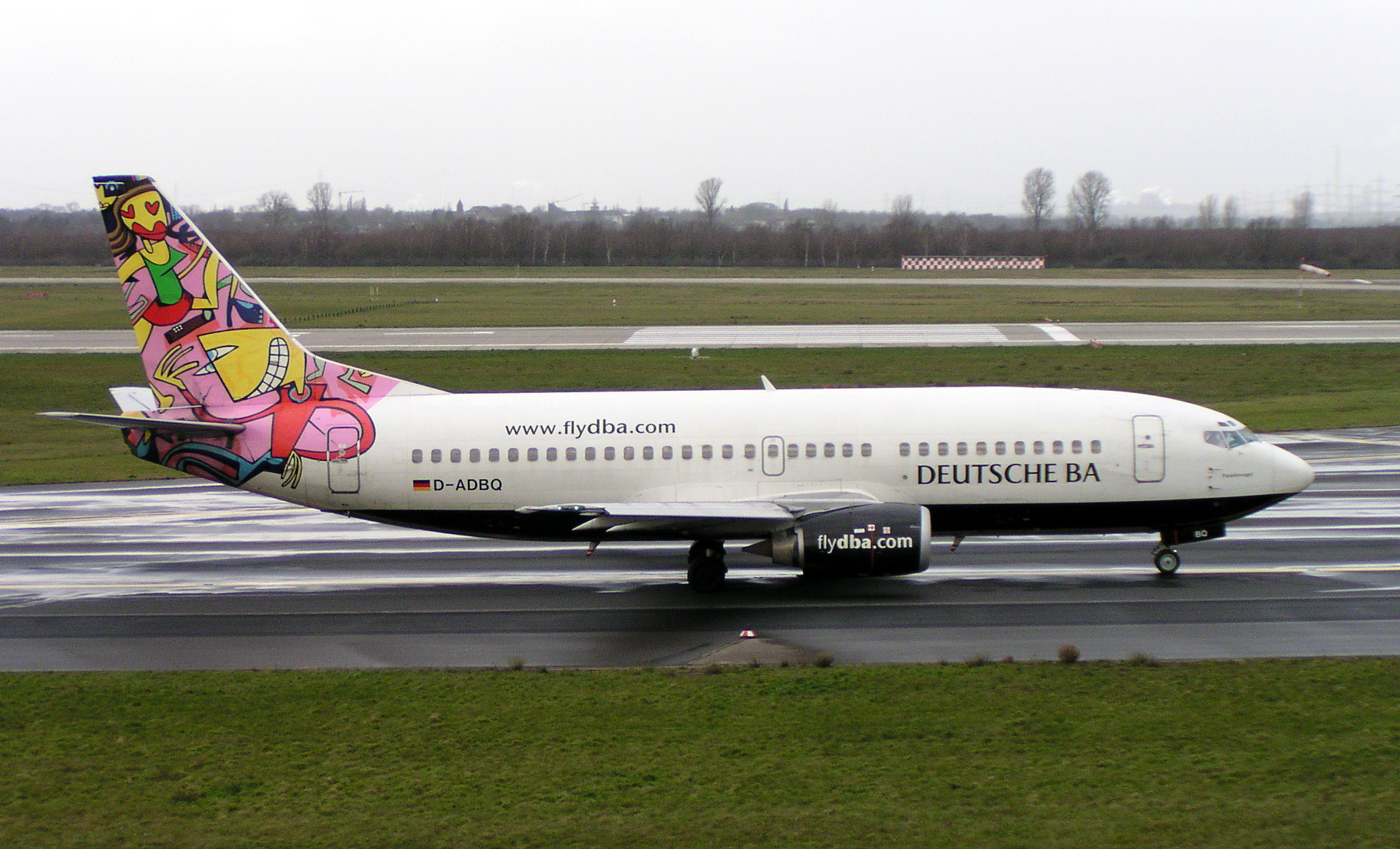
Die Unfallmaschine, 20 Monate vor dem Unfall. Zur Zeit dieser Aufnahme (Dez. 2003) geflogen von der Deutschen BA (Jan. 1998–Mrz. 2004)

Die verunglückte Maschine absolvierte ihren Erstflug am 29. Dezember 1997 und war am 15. Januar 1998 mit dem Luftfahrzeugkennzeichen D-ADBQ an die Deutsche BA (später umbenannt in dba) ausgeliefert worden. Im April 2004 erwarb Helios Airways das Flugzeug von dba und stellte es am 11. April 2004 in neuen Farben mit dem Taufnamen Olympia und dem Kennzeichen 5B-DBY offiziell vor. Ab dem 16. April kam das Flugzeug bei Helios zum Einsatz.

## Opfer
An Bord befanden sich 115 Passagiere und sechs Besatzungsmitglieder. Es gab keine Überlebenden.
Bei dem Kapitän handelte es sich um einen ursprünglich aus Thüringen stammenden Deutschen aus Berlin, einen ehemaligen Interflug-Piloten, der Kopilot stammte aus Zypern. Die Passagiere stammten nach Auskunft der zypriotischen Regierung aus Zypern und Griechenland.

## Untersuchung
Der Untersuchungsbericht des griechischen Verkehrsministeriums kam zu dem Schluss, dass die Gründe für den Absturz darin lagen, dass:
- Weder bei der Vorbereitung des Fluges noch beim Abarbeiten der Checklisten vor und nach dem Start erkannt wurde, dass ein Drehschalter für die Kabinendruckregelung auf „Manuell“ stand.
- Warnhinweise nicht erkannt bzw. falsch interpretiert wurden
- Treibstoffvorräte nach dem Ausfall der Besatzung und der Steuerung durch den Autopiloten erschöpft waren

Darüber hinaus trugen zum Absturz bei:
- Eine nicht ausreichende Vertrautheit der Piloten mit dem Flugzeug
- Defizite in der Organisation und in der Qualitätssicherung des Betreibers
- Mangelhafte Ausübung der Aufsichtspflicht durch die zyprische Luftsicherheitsbehörde
- Mangelhafte Durchführung des Crew Resource Management
- Ineffektive Maßnahmen des Herstellers Boeing nach früheren Zwischenfällen

Mögliche Faktoren, die das Geschehen beeinflusst haben können, sind außerdem:
- Der Wahlschalter wurde nach Wartungsarbeiten nicht zurück auf „Auto“(-matisch) gestellt.
- Es mangelte an Handlungsanleitungen für die Besatzung.
- Internationale Behörden hatten die Behebung bekannter Defizite nicht nachdrücklich genug verfolgt.

Das Flugzeug war Baujahr 1997 und zuvor bei der Deutschen BA in Betrieb gewesen. Bereits im Dezember 2004 war es zu einem Druckabfall in der Kabine gekommen und es wurde ein Problem mit einem Auslassventil vermutet. Zudem kam es zu Problemen mit der Sauerstoffmaske des Copiloten, und die Durchsage für die Passagiere erfolgte nur auf Deutsch. Zwischen dem 9. Juni und dem 14. August 2005 gab es insgesamt sieben Probleme mit der Klimaanlage.
Die Auswertung des Flugschreibers ergab, dass ein akuter Sauerstoffmangel bei Flug 522 offenbar schon kurz nach dem Start aufgetreten war. Über den Passagiersitzen fielen die Sauerstoffmasken aus den Gehäusen und im Cockpit haben andauernde akustische Warnsignale den zu niedrigen Kabinendruck angezeigt. Unklar ist, warum die Piloten nicht ihre Sauerstoffflaschen benutzen konnten. Der Copilot wurde ohnmächtig, und der deutsche Flugkapitän befand sich nicht auf seinem Sitzplatz.
Nach letzten Presseberichten soll ein griechischer Steward (Andreas Prodromou), der eine Pilotenlizenz für kleine Flugzeuge besaß, ins Cockpit eingedrungen sein und sich bemüht haben, das Flugzeug unter Kontrolle zu bringen. In im Cockpit gefundenen Blutspuren ließ sich die DNS des Stewards nachweisen.
Die Autopsie von 118 Todesopfern widerlegte die Annahmen, dass die Insassen bereits in der Luft erstickt oder aufgrund eines plötzlichen Druckabfalls erfroren waren. Die Insassen kamen erst beim Aufprall des Flugzeugs auf dem Boden ums Leben.
Die Leiche des Kapitäns konnte zunächst nicht identifiziert werden, da er sich zum Zeitpunkt des Absturzes nicht im Cockpit aufhielt und die meisten Opfer bis zur Unkenntlichkeit verbrannt waren.
Ein mit der Untersuchung beauftragter Gerichtsmediziner erklärte: „Gewebeuntersuchungen bei sieben Leichen, darunter die des Copiloten, ergaben keine Kohlenmonoxidvergiftung“. Das schien die Vermutung, die Piloten hätten Kohlenmonoxid eingeatmet, zu widerlegen.
Die bis Oktober 2005 vorgenommenen Ermittlungen zu Flug 522 haben ergeben, dass die Maschine in der Nacht vor dem Unfallflug eine Wartung mit einem Drucktest der Kabine durchlaufen hatte, da ein Pilot Probleme mit der hinteren rechten Tür beim Flug vor dem Unfallflug gemeldet hatte. Der Drucktest simulierte die Druckbedingungen, die während eines Fluges herrschen. Er blieb aber ohne Befund. Für diesen Test war das Auslassventil der Druckausgleichsanlage von den Technikern auf „manuell“ geschaltet worden.
Die Ermittler stellten fest, dass die Einstellungen der Druckregelanlage nicht korrekt gesetzt waren (der Schalter im Overhead-Panel im Cockpit stand wahrscheinlich auf „Manuell“, obwohl er schon vor dem Start auf „Auto“ hätte stehen müssen), das Druckregelsystem folglich nicht arbeiten konnte.
Weiter vermuteten die Ermittler Verwirrung bei den Piloten auf Grund eines Warnsignals, das am Boden die nicht korrekt gesetzte Startkonfiguration des Flugzeuges meldet. Das gleiche Warnsignal soll in der Luft davor warnen, dass der Kabinendruck zu niedrig ist. Wahrscheinlich ordneten die Piloten das in der Luft ertönende Warnsignal nicht sofort dem fehlenden Kabinendruck zu. Hinzu kam eine gleichzeitige visuelle Warnung wegen mangelnder Kühlung der Computer an Bord.
Daraufhin versuchten die Piloten, den Kühlkreislauf wiederherzustellen, wobei sie ignorierten oder aufgrund des mittlerweile eingetretenen Sauerstoffmangels nicht mehr wahrnahmen, dass das Flugzeug weiter stieg und für Menschen gefährliche Flughöhen erreichte. Sie verloren wohl das Bewusstsein, noch bevor eine korrekte Einschätzung der aufgetretenen Probleme möglich gewesen wäre.